# 高間賢治
高間 賢治（たかま けんじ、1949年3月10日 - ）は、日本の撮影監督。日本映画撮影監督協会（J.S.C.）所属。
「撮影監督」というパートを日本映画界に最初に持ち込んだ先駆者である。

## 略歴
- 東京都杉並区高円寺出身。東京都立大学 (1949-2011)経済学部を卒業後、福間健二の紹介でキャメラマン助手として若松プロダクションに弟子入り。CFキャメラマンとしてデビュー後、文化庁芸術家在外研修制度によりアメリカに留学する。
- 過去に松本俊夫、金子修介、三谷幸喜等の映画監督と組んでいる。
- 新人監督と組む事が多い。

## 撮影監督作品
- 月山 （1979年）村野鐵太郎監督 - デビュー作
- ショッキング・オ・ジャポン ビゴーが見た明治の日本 （1984年）
- 国東物語 （1985年）
- ビリィ★ザ★キッドの新しい夜明け （1986年）山川直人監督
- 山田村ワルツ （1988年）
- 1999年の夏休み （1988年）金子修介監督
- ラスト・キャバレー （1988年）
- 風の又三郎 ガラスのマント （1989年）
- どっちにするの。 （1989年）
- 香港パラダイス （1990年）
- !［ai-ou］ （1991年）
- 渋滞 （1991年）
- 就職戦線異状なし （1991年）
- 風の国 （1991年）
- 12人の優しい日本人 （1991年）
- 薄れゆく記憶のなかで （1992年） - 篠田和幸初監督作品
- エンジェル 僕の歌は君の歌 （1992年）
- あひるのうたがきこえてくるよ。 （1993年）
- 高校教師 （1993年）
- シュート! （1994年）
- ガメラ 大怪獣空中決戦 （1995年） - 金子修介監督作品　撮影補佐
- 白い馬 NARAN （1995年）
- サンクチュアリ （1995年）
- 君を忘れない （1995年）
- ドリーム・スタジアム （1997年）
- ときめきメモリアル （1997年）
- ラヂオの時間 （1997年） - 三谷幸喜初監督作品
- ナビィの恋 （1999年）
- クロスファイア （2000年）
- ムルデカ17805 （2001年）
- みんなのいえ （2001年）三谷幸喜監督
- ホテル・ハイビスカス （2002年）
- アイデン&ティティ （2003年）
- 完全なる飼育 女理髪師の恋 （2003年）小林政広監督
- ロード88 出会い路、四国へ （2004年）
- 照明熊谷学校 （2004年）
- ファンタスティポ （2004年）
- ギミー・ヘブン （2004年）
- 誰が心にも龍は眠る （2005年）
- ライフ・オン・ザ・ロングボード （2005年）
- 9/10 ジュウブンノキュウ （2005年）
- 神の左手 悪魔の右手 （2006年）
- ユリシス （2006年）
- デスノート the Last name （2006年）
- 炬燵猫 （2006年）
- 受験のシンデレラ （2007年） - 和田秀樹初監督作品
- 真木栗ノ穴 （2007年）深川栄洋監督
- サンシャイン デイズ 劇場版 （2008年）
- カフェ代官山III 〜それぞれの明日〜 （2009年）
- 真夏の夜の夢 （2009年）
- 春との旅 （2009年）小林政広監督
- 死にゆく妻との旅路 （2010年）
- JAZZ爺MEN （2011年）
- シェアハウス （2011年）
- 「わたし」の人生 我が命のタンゴ （2012年）和田秀樹監督
- 私は絶対許さない（2018）
- それいけ!ゲートボールさくら組 （2023年）

## 受賞歴
- 1989年 第10回ヨコハマ映画祭：撮影賞『1999年の夏休み』
- 1990年 第11回ヨコハマ映画祭：撮影賞『風の又三郎 ガラスのマント』『どっちにするの。』
- 1998年 第21回日本アカデミー賞：優秀撮影賞『ラヂオの時間』
- 2023年 文化庁長官表彰[2]

## 著書
- 「マスターズオブライト－アメリカン・シネマの撮影監督たち」（1988年　フィルムアート社）※宮本高晴との共訳・および用語監修
- 「撮影監督ってなんだ？」（1992年　晶文社）
- 「シーナ映画とコーキ映画」（2001年　晶文社）